# Aperileptus microspilus
Aperileptus microspilus là một loài tò vò trong họ Ichneumonidae.